# Z-28号驱逐舰
Z-28号（德語：Z 28）是纳粹德国海军于1930年代末至1940年代初建造的十五艘1936A型驱逐舰之一。它于1939年11月30日开始在不来梅的德希马格威悉船厂铺设龙骨，1940年8月20日下水，至1941年8月9日交付使用。因是计划用作区舰队领舰，其火炮数量及布局较其它姊妹舰有所区别。该舰于入役头几年的大部分时间都在挪威水域度过，负责护卫船队和布设雷区。它于1943年初搁浅，继而在这年余下的时间都处于维修状态。1944年初，Z-28号曾短暂重返挪威，但很快便被转移到波罗的海以支援芬兰湾的布雷行动。这是该舰整个7月的主要任务，然后它开始为炮击了岸上苏联军队的德国巡洋舰、以及从芬兰和东普鲁士撤离人员的德国船队提供护航。Z-28号也曾多次炮击苏联阵地，直到同年10月的一次类似任务中被炸弹致损。该舰的维修工作一直持续到1945年2月，不久之后，它于3月6日在港口被英国轰炸机击沉，造成大量人员伤亡。

## 设计
1936A型驱逐舰较之前的1936型稍大，武器装备也更重。其水线长和全长分别为121.9米和127米，有12米的舷宽以及最大4.38米吃水深度；舰只的设计排水量为2,596吨，满载时则可达3,519吨。Z-28号由两台瓦格纳齿轮传动蒸汽轮机提供动力，各负责驱动一副直径为3.35米的三叶螺旋桨。过热蒸汽则由六台瓦格纳水管锅炉供应，可以输出70,000匹軸馬力（52,000千瓦特）的功率。该舰的设计航速为36節（67每小時），最多可贮存804吨燃料油，能够以19節（35每小時）的速度的巡航2,900海里（5,400）。舰只的标准船员编制为12名军官和315名水兵。

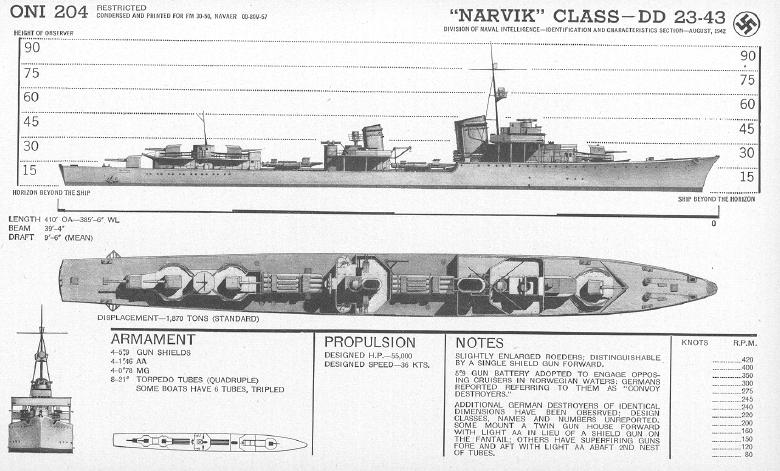
战时盟军绘制的1936A型驱逐舰识别图

该舰装备有四门150毫米36式鱼雷艇炮，架设在带有炮挡的单装炮座上，舰艛的前后各叠加有两门。这是在用作区舰队领舰时，为了容纳区舰队指挥官及其随员，将一门本应设于艉侧舰艛顶部的鱼雷艇炮重新安置到前侧上部，并扩大了艉侧舰艛。防空武器则包括安装在与后部烟囱并排的一对双联装炮座上的四门37毫米30式速射炮和六门单座20毫米30式高射炮。此外，该舰还在水上部分的两个四联装动力操纵式底座上安装有八具533毫米鱼雷发射管，每个底座均提供两次重新装填。四个深水炸弹发射器和布雷导轨则安装在艉后部甲板室的两侧，最多可贮存60枚水雷。作为探测潜艇的工具，舰上也搭载有一套称为“群听装置”的被动式水听器，并可能安装有一套主动式声纳系统。在舰桥顶部则配备了FuMo-24/25型。
1942－1943年间，Z-28号的防空武器增加到37毫米炮和20毫米炮各十门。1944－1945年间则安装了一台FuMO-63“霍恩特维尔”型取代舰艉探照灯。

## 历史
Z-28号于1938年4月23日由纳粹德国海军所订购，自1939年11月30日开始在不来梅的德希马格威悉船厂铺设龙骨，建造序列为962。该舰于1940年8月20日下水，至1941年8月9日在首任舰长、海军少校汉斯·埃德门格的指挥下交付使用。从1941年底至1942年春季，即仍在进行战备训练期间，它以丹麦的奥胡斯为基地，在斯卡格拉克海峡和卡特加特海峡巡逻。

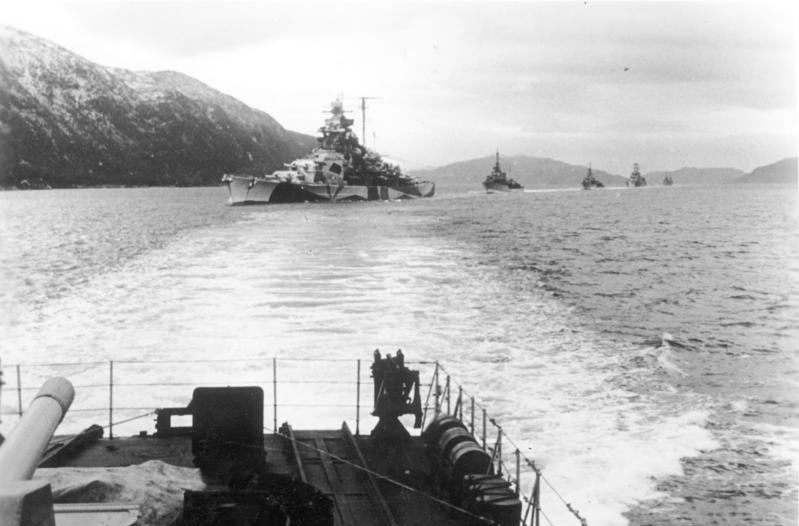
1942年10月，提尔皮茨号战列舰及包括Z-28号在内的护航舰在前往特隆赫姆的途中

1942年4月，Z-28号被转移到挪威，在当地为船队护航；它于5月9日与姊妹舰Z-30号和两艘鱼雷艇一起，护送装甲舰舍尔将军号和补给舰迪特马申号前往纳尔维克。该舰也参加了7月初试图拦截PQ-17号北极护航船队的“跳马行动”的早期阶段。拦截力量分成两组：装甲舰舍尔将军号和吕措号在纳尔维克与Z-28号及其四艘姊妹舰结成一组，战列舰提尔皮茨号和重巡洋舰希佩尔将军号则组成另一组。但在前往阿尔塔峡湾会合途中，吕措号和三艘为提尔皮茨号护航的驱逐舰搁浅，迫使全员放弃了行动。9月24日至28日，Z-28号又与希佩尔将军号及其姊妹舰Z-23号、Z-29号和Z-30号共同参加了“女沙皇行动”，这是一项在新地岛附近执行的布雷任务。10月1日，该舰护送希佩尔将军号从阿尔塔峡湾前往伯根峡湾，然后于24日护送提尔皮茨号和舍尔将军号到特隆赫姆。它继续前往德国基尔，开始进行改装。
Z-28号是战列舰沙恩霍斯特号于1943年3月上旬前往伯根湾的护航舰之一，也是唯一一艘没有在恶劣天气中受损的舰只。4月2日，该舰在与Z-4“理夏德·拜岑”号一同从阿尔塔峡湾航行到哈尔斯塔的途中搁浅。它只得折返特隆赫姆进行维修，并于7月24日在盟军对当地船坞的空袭中受到轻微损坏。随后Z-28号返回不来梅的德希马格船坞接受全面检修。该舰自1944年1月7日以挪威克里斯蒂安桑为基地展开违禁品管制巡逻，此时隶属于第6驱逐区舰队。2月12日至13日，它与区舰队的另外两艘驱逐舰在斯卡格拉克海峡布设了雷区。不久之后，第6区舰队被调往芬兰湾以支援当地的布雷行动，Z-28号于2月21日抵达爱沙尼亚的雷瓦尔。区舰队最初的任务是为在利鲍和雷瓦尔之间航行的德国船队提供护航，但于3月12日在纳尔瓦湾布设了第一个雷区，同时炮击了海湾东岸的苏军阵地。从3月13日至4月26日，该舰与Z-25号、Z-35号和Z-39号共参与了六次任务，以更新芬兰湾的水雷屏障。为了准备在芬兰投降的情况下占领奥兰岛的“東方冷杉行動”，区舰队于6月28日护送装甲舰吕措号前往于特岛，但该行动被取消，舰艇只得返回港口。
1944年7月31日至8月1日夜间，Z-28号、Z-25号、Z-35号和Z-36号从图尔库出发驶入里加湾，炮击沿岸的苏联阵地以支援陆军行动。8月5日，它们护送重巡洋舰欧根亲王号攻击萨雷马岛的目标，8月20日至21日又一同炮击了图库姆斯附近的苏军高地。在舰炮的支援下，德国人恢复了与被切断的北方集团军的陆路连接。9月16日，Z-28号和Z-36号护送载有难民的运兵船罗莎峰号从爱沙尼亚的波罗的斯基驶往德国的戈滕哈芬。四天后，面对苏联人的推进，该舰曾帮助23,172人从雷瓦尔撤离，翌日又与Z-25号一同将370人从波罗的斯基运送到利鲍。22日，它们再次护送最后四艘满载军方人员和货物的运输船从奥兰海撤离至戈滕哈芬。Z-28号于10月10日恢复了炮击海岸的任务，并于当日和23日向梅默尔附近的苏军目标开火。22日和24日，它在萨雷马岛的瑟尔韦半岛与苏军阵地交战。在后一项任务中，该舰被苏联飞机连续投掷的五枚炸弹击中受损，造成9名船员阵亡、多人负伤，只得前往斯维讷明德进行维修，期间于11月4日被编入经过重组的第8驱逐区舰队。Z-28号于1945年2月25日完工，两天后，作为“汉尼拔行动”的一部分，该舰负责护送远洋客轮德国号从戈滕哈芬前往萨斯尼茨，执行从波兰走廊撤离德国人的任务。继3月4日在同一条航线上完成另一次护航后，Z-28号于3月6日在英国对萨斯尼茨锚泊区的空袭中，被皇家空军轰炸机的两枚炸弹击中舰舯部并沉没，造成多达150名官兵阵亡。直到1953年，舰只残骸才就地拆解报废。

## 脚注
1. 1 2 3  Gröner，第203–204頁.
2. ↑  Whitley，第68頁.
3. ↑  Whitley，第68, 71–72頁.
4. ↑  Gröner，第203頁.
5. ↑  Koop & Schmolke，第34頁.
6. ↑  Koop & Schmolke，第24, 108頁.
7. ↑  Whitley，第141–142頁.
8. ↑  Koop & Schmolke，第108–109頁.
9. ↑  Koop & Schmolke，第109頁.
10. ↑  Rohwer，第306頁.
11. ↑  Whitley，第173–175頁.
12. ↑  Rohwer，第339頁.
13. ↑  Elfrath，第55頁.
14. ↑  Koop & Schmolke，第109–110頁.
15. ↑  Rohwer，第390頁.